# Jonas Thunberg
Jonas Thunberg, född den 5 juli 1973 i Järfälla, var fram till och med augusti 2015 chefredaktör för den oberoende socialistiska veckotidningen Flamman. Thunberg bor och verkar idag i Visby på Gotland.
Jonas Thunberg knöts till tidningen år 1998, tillsammans med några andra ledande medlemmar i Ung Vänster, efter att den tidigare chefredaktören Kenth Karlsson hastigt avlidit under en vistelse i London. Thunberg har sedan varit chefredaktör i två perioder; 1998–1999 och 2012-2015.